# Lovesong for Bobby Long
Lovesong for Bobby Long (Alternativtitel: Lovesong für Bobby Long; Originaltitel: A Love Song for Bobby Long) ist ein US-amerikanisches Filmdrama aus dem Jahr 2004. Regie führte Shainee Gabel, die das Drehbuch anhand des Romans Off Magazine Street von Ronald Everett Capps schrieb.

## Handlung
Purslane Hominy Will, genannt Pursy, ein Mädchen im Teenageralter, stammt aus New Orleans und kommt nach dem Tod ihrer Mutter Lorraine in die Stadt zurück. Sie stellt fest, dass in dem heruntergekommenen Haus ihrer Mutter der emeritierte Literaturprofessor Bobby Long und sein einstiger Assistent Lawson Pines wohnen, die mit ihrer Mutter befreundet waren. Sie lesen Bücher und trinken Alkohol. Pines schreibt einen Roman, in dem er über das Leben von Long erzählt, ist aber nach neun Jahren immer noch nicht fertig.
Lorraine hat Bobby Long, Lawson Pines und Pursy das Haus angeblich zu gleichen Teilen vermacht. Obwohl Pursy zunächst nicht sonderlich angetan ist von den beiden Bohémiens, zieht sie zu ihnen in das Haus. Trotz verschiedener Auseinandersetzungen entwickelt sich schließlich eine Freundschaft zwischen den dreien. Als Pursy sich entschließt, ihren Schulabschluss nachzuholen, unterstützen der kränkelnde Bobby Long und Lawson Pines sie dabei.
Pursy Will erfährt schließlich, dass ihre Mutter in ihrem Testament den beiden Männern lediglich ein Jahr Wohnrecht einräumte und sie somit mittlerweile Alleinerbin des Hauses ist. Entrüstet über die Lügen von Bobby Long wirft sie die beiden Männer aus dem Haus und stellt es zum Verkauf. Beim Aufräumen findet sie allerdings Briefe und Notizen ihrer Mutter, aus denen sie erfährt, dass Bobby Long ihr Vater ist. Sie versöhnt sich mit ihm und beendet ihre Schulausbildung. Am Ende des Films stirbt Bobby Long, während Lawson Pines die Biografie über ihn beendet.

## Kritiken
Roger Ebert schrieb in der Chicago Sun-Times vom 28. Januar 2005, der Film sei „wundervoll romantisch“ und konzentriere sich nicht auf die Handlung, sondern auf die Charaktere und deren Lebensstile. Es sei bemerkenswert, Dialoge zu hören, die für ein belesenes Publikum bestimmt seien.
Peter Travers warf dem Film in der Zeitschrift Variety vom 6. Januar 2005 zahlreiche Klischees vor. Die Darstellung von Gabriel Macht sei subtil, während Scarlett Johansson über ein lebendiges Talent verfüge. Die Kameraarbeit verleihe dem Film Authentizität.
Das Lexikon des internationalen Films schrieb, der Film sei eine „melancholische Komödie“, die „auf kenntnisreiche Art dem Literaturbetrieb“ huldige. Er zeichne „dank eines klug durchdachten Buchs ein sensibles Gruppenporträt, in dessen Verlauf über Werden und Vergehen philosophiert wird“. Die Leistungen der Hauptdarsteller trügen „zum Gelingen des künstlerischen Konzepts“ bei.

## Auszeichnungen
Scarlett Johansson wurde im Jahr 2005 als Beste Hauptdarstellerin in einem Drama für den Golden Globe Award nominiert.

## Hintergründe
Der Film wurde in New Orleans und in Gretna (Louisiana) gedreht. Seine Weltpremiere fand am 2. September 2004 auf den Internationalen Filmfestspielen von Venedig statt. Der Film wurde in ausgewählten Kinos der USA gezeigt, in denen er rund 159.000 US-Dollar einspielte.
Laut einem Interview, das die Zeitung The Brewton Standard mit Ronald Everett Capps führte, hätte dieser gerne mehr Einfluss auf die Verfilmung seines Romans Off Magazine Street ausgeübt. Unter anderem missfiele ihm die Änderung einiger Namen der Hauptcharaktere (Hanna Marie James wurde zu Purslane Hominy Will; Byron Burns zu Lawson Pines, welcher im Roman 49 Jahre alt ist).
Capps unterrichtete mit einem Bobby Long an der T.R. Miller High School in Brewton, Alabama. Seine Romanfigur orientiere sich aber nur lose an ihm.
Außerdem sollte der Alabama Shuffle, ein Tanz, der typisch sowohl für den historischen Bobby Long, als auch für den seines Romans gewesen sei, ursprünglich nicht im Film vorkommen. Trotz der Skepsis auf Seiten der Regie brachte Capps John Travolta den Alabama Shuffle bei, der letztlich doch in der abschließenden Tanzszene eingebaut wurde.
Auch über die Entstehung des Films berichtet Capps in diesem Interview. Einen großen Anteil habe sein Sohn, Grayson Capps, an der Filmumsetzung, welcher auch für einige Titel des Soundtracks verantwortlich ist (Lorraine’s Song, Washboard Lisa, Love Song for Bobby Long) und mehrere Gastauftritte im Film hat. Shainee Gabel hatte gerade die Arbeit an einer Dokumentation über New Orleans beendet und begegnete Grayson Capps, der dort gerade seinen College-Abschluss gemacht hatte und ein Konzert in einem Club gab. Als er hörte, sie arbeite an einem Projekt zum Thema New Orleans, zeigte er Gabel das Manuskript von Off Magazine Street. Ronald Everett Capps bezeichnete sie auf die Frage, ob sie darauf basierend ein Drehbuch verfassen dürfe, als voreilig und „naiv“.